# 龐娥親
參數所指定的目標頁面不存在，建議更正成存在頁面或直接建立下列一個頁面（建立前請先搜尋是否有合適的存在頁面可以取代）：
- 趙娥 (巴郡)

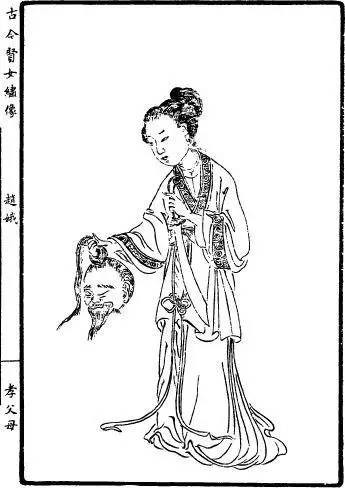
《古今贤女绣像》

龐娥親（？—？），趙姓，名娥，故又稱龐娥、趙娥，酒泉祿福人。龐娥親是趙安（或作趙君安）之長女，三國時期曹魏武將龐淯母親，龐子夏之妻。趙安被同縣李壽殺死，娥親的弟弟們亦因疫病而全部死去，遂發誓為其父報仇，最終成功刺殺李壽，並自首承擔罪責，堅持官府要依法懲處，得當地士民稱許。皇甫謐《列女傳》中記載了她的事。

## 生平

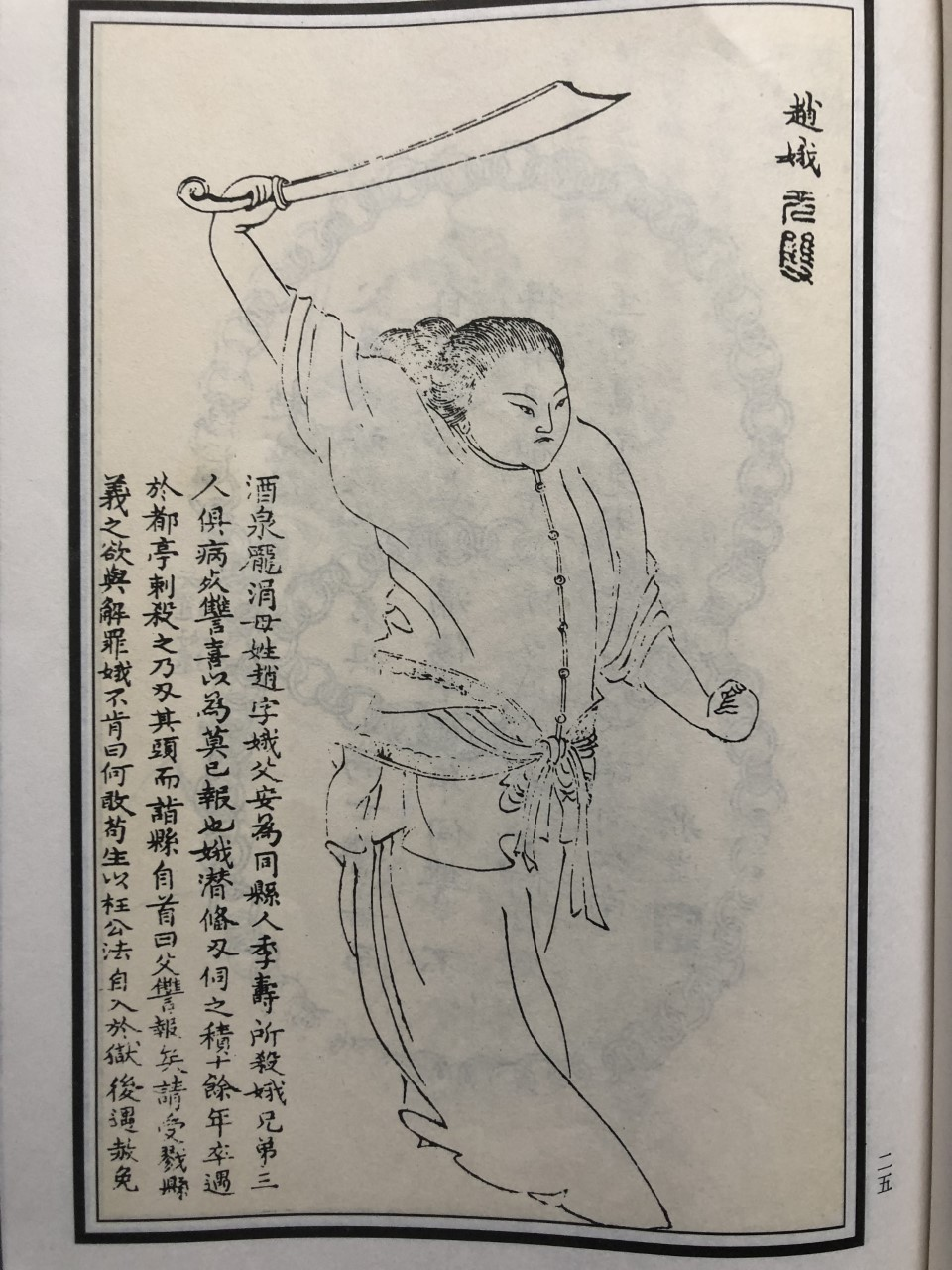
《無雙譜》趙娥畫像

龐娥親之父趙安被李壽殺死之後，其三個兒子意欲報仇，李壽亦嚴加戒備。不過三人及後遇疫病而全部去世，李壽看到此事而得意地召集宗族慶賀，認為趙家只剩一個女子已不足為患，防備鬆懈起來。不過龐娥親一直也想為父報仇，聽到李壽的話十分憤恨，又因三位弟弟又已去世，於是暗中購買名刀，決心報仇。李壽聽聞娥親意欲殺他，出街都騎馬帶刀，加上為人凶惡，人們見狀都很怕他。鄰居徐氏怕娥親鬥不過李壽，一度勸阻，不過娥親主意已決，並沒聽從。娥親常在夜間磨刀，哀傷憤恨不減，家人和鄰里的嘲笑更令她殺死李壽的意志更為堅定，遂丟下家事，專心伺機刺殺李壽。
光和二年（179年）二月上旬一天早上，一直乘鹿車等待機會的娥親於都亭與李壽相遇，遂抓住機會下車拉住李壽的馬，大聲呼喝他。李壽面對突然出現的娥親十分驚慌，想轉身策馬逃走，娥親於是拿刀斬傷他，連李壽的馬也被砍傷了。馬匹因傷受驚，李壽遂墮馬跌在路邊溝中，娥親於是再斬，但刀子就因砍中了樹而遭弄斷。不過娥親仍不肯放過受傷的李壽，又再想拿李壽的佩刀殺他，李壽護著刀大叫亂跳，但娥親用手擋住他，並成功拔出他的佩刀，將李壽的頭砍下，拿著向官府自首。
祿福長尹嘉知道娥親殺人原委，不忍對她論罪，於是棄官枉法要放過她，只是娥親卻堅持要受刑法懲治。娥親自首的事吸引了很多人去官府觀看，縣尉並不敢當眾枉法，只能偷偷請她離開，不過娥親繼續堅持要官府秉公辦事，語氣甚至愈來愈激動，縣尉無法勸服她，於是強行送她回家。
娥親隨後遇上大赦免罪，而涼州刺史周洪、酒泉太守劉班等都上表朝廷稱許她的剛正和節義，更為她刻石碑歌頌，東漢國內人民知道她的事跡後都很讚賞她，如太常張奐送了二十端束帛給他以成禮敬，前黃門侍郎梁寬為她寫傳記，皇甫謐也稱頌娥親為父報仇是「塞亡父之怨魂，雪三弟之永恨，近古以來，未之有也」，並以《詩經》「脩我戈矛，與子同仇」的句子形容她。

## 赞同者
- 祿福長尹嘉
- 涼州刺史周洪
- 酒泉太守劉班
- 太常張奐
- 黃門侍郎梁寬
- 皇甫謐

## 延伸阅读
[在维基数据编辑]
 《後漢書·卷84》，出自范晔《後漢書》
 《東觀漢記》